# Труд (Алтайский край)
Труд — посёлок в Топчихинском районе Алтайского края. Входит в состав Переясловского сельсовета.

## История
Основан в 1925 году. В 1928 году коммуна Труд состояла из 1 хозяйства, основное население — русские. В административном отношении входила в состав Шиловского сельсовета Чистюньского района Барнаульского округа Сибирского края.
В советское время   и вплоть до середины 90- х годов XX го века на территории посёлка располагались производственные объекты колхоза "Правда", такие как молочные фермы, конюшня, гаражи и ремонтные мастерские для сельскохозяйственной техники. После распада СССР колхоз столкнулся с экономическими трудностями и в результате прекратил своё существование.
С 1960-х годов в посёлке действовала Трудовская восьмилетняя школа. В 2000-х годах, в связи с уменьшением количества учащихся, школа была закрыта, а здание школы передано центру реабилитации наркозависимых.
С началом 2020-х годов центр реабилитации был закрыт, а на его месте был организован дом-интернат для пожилых людей.

## Транспорт
Посёлок расположен в непосредственной близости от железнодорожной станции  "остановочный пункт 298 км", на  железнодорожном участке  "Барнаул-Алейск"  Западно-Сибирской железной дороги.

Население
| 1926 | 1997 | 1998 | 1999 | 2000 | 2001 |
| ---- | ---- | ---- | ---- | ---- | ---- |
| 42   | ↗367 | ↗376 | ↘347 | ↗351 | ↘327 |
| 2002 | 2003 | 2004 | 2005 | 2006 | 2007 |
| ↗333 | ↘320 | ↘311 | ↘296 | ↘293 | ↗325 |
| 2008 | 2009 | 2010 | 2011 | 2012 | 2013 |
| ↗332 | ↘304 | ↘242 | →242 | ↗246 | ↘229 |

Национальный состав
Согласно результатам переписи 2002 года, в национальной структуре населения русские составляли 83 %.